# Cryptogemma polystephanus
Cryptogemma polystephanus is een slakkensoort uit de familie van de Turridae. De wetenschappelijke naam van de soort is voor het eerst geldig gepubliceerd in 1908 door Dall.